# Nemotelus candidus
Nemotelus candidus är en tvåvingeart som beskrevs av Becker 1906. Nemotelus candidus ingår i släktet Nemotelus och familjen vapenflugor.
Artens utbredningsområde är Algeriet. Inga underarter finns listade i Catalogue of Life.